# George Lawrence Price
George Lawrence Price közlegény (katonai száma: 256265) (1892. december 15. – 1918. november 11.) kanadai katona, akit a Brit Birodalom első világháborúban utolsóként elesett katonájának tekintenek.

## Fiatalkora
1892. december 15-én az új-skóciai Falmouthban született, és Church Streetben (a mai Port Williams). Mikor 1917. október 15-én besorozták Moose Jawben lakott. A 28. zászlóalj egyik századában teljesített szolgálatot.

## 1918. november 11.
November 11-én Price részese volt annak a csapatnak, melynek feladata Havré kis falu elfoglalása volt. Miután Ville-sur-Haine városánál német géppisztolytűz között átkeltek a Canal du Centre-on, Price és fedezője egy házsor felé haladt, hogy üldözőbe vegyék azokat a gépfegyvereseket, akik időről időre megtámadták őket, miközben a csatornához közeledtek. A járőr bement abba a házba, melyről azt feltételezték, hogy onnét jönnek a lövések. Azonban míg ők bementek a főbejáraton, a németek hátul távoztak. Utána a következő házban keresték őket, de az is üres volt. George Price-t, mikor 10:58-kor kiléptek az utcára, mindössze két perccel a megkötött, a háborút lezáró tűzszünet beállta, 11:00 előtt halálosan eltalálta szíve táján egy német orvlövész.

## Emlékek

### Sírkő
Monstól délnyugatra, a St Symphorien katonai temetőben van eltemetve, ugyanott, ahol az első világháború első brit halottja, John Parr is nyugszik.

### Emlékplakett és emlékjel
1968-ban, halálának 50. évfordulója alkalmából századának még életben lévő tagjai Ville-sur-Haine-be utaztak, és a következő üzenettel helyeztek el egy emléktáblát egy halálához közeli helyen álló ház falán:

George Lawrence Price 256265 közlegény, a 2. Kanadai Hadtest 6. Kanadai Gyalogos Osztagának 28. Északnyugati Zászlóaljának katonája emlékére, akit ezen hely közelében 1918. november 11-én 10:58-kor öltek meg, s aki a nyugati hadszíntéren az első világháborúban elesett utolsó kanadai katona volt. Ezt az emléktáblát 1968. november 11-én csapattársai készíttették.

A házat azóta már elbontották, de az emléktábla ma is látható egy téglából és kőből épített emlékművön, annak a helynek a közelében, ahol eredetileg a ház állt.

### Híd
Ville-sur-Haine városa 1991-ben új gyalogos hidat építtetett a csatorna fölé. Népszavazáson a város lakossága úgy határozott, a hidat hivatalosan Price hídnak nevezzék el.

## A kultúrában
George Price történetét többen tanulmányozták, s 2003-ban Remembrance címmel Dr Michael Moss mozidarabot írt, First and Last címmel pedig Matt Gallagher dokumentumfilmet rendezett.

## Lásd még
- Augustin Trébuchon, az utolsó francia katona, akit megöltek az első világháborúban.